# 모질라 차이나
모질라 차이나(Mozilla China, 중국어: 谋智中國)라고도 불리는 베이징 모질라 온라인(Beijing Mozilla Online Ltd., 중국어: 北京谋智网络技术有限公主)은 중화인민공화국에서 모질라 제품을 홍보하고 배포하는 데 도움을 주는 유한회사이다.
모질라 코퍼레이션과 마찬가지로 모질라 차이나는 비영리 조직(모질라 재단)이 자금을 지원하고 설립한 영리 회사이다.
모질라 차이나는 2005년 3월 4일에 설립되었다. 모질라 코퍼레이션이 전액 출자한 자회사이다.
모질라 차이나는 썬(Sun, 중국) 엔지니어링 및 연구소(ERI)의 리궁 박사와 중국과학원(ISCAS) 소프트웨어 연구소의 밍슈리가 공동 의장을 맡고 있으며 두 사람 모두 모질라 재단의 베이커 회장 미첼과 함께 운영 위원회에 참여하게 된다.
모질라 차이나는 모질라 웹 사이트의 중국어 버전을 구축하고, 중국의 모질라 개발을 위한 기술 및 아키텍처 방향을 제공하고, 토론 포럼을 조직 및 운영하며, 중국에서 모질라 소스 코드를 추가로 개발한다.